# 정충사 (금산군)
정충사는 대한민국 충청남도 금산군 남일면 삼태2길 33-1에 있는 사당이다. 2011년 8월 16일 금산군의 향토유적 제19호로 지정되었다.

## 개요
남일면 마장리 삼태부락 산밑에 있는 사당으로, 충신 양제(梁齊)를 모신 곳이다. 양제는 임진왜란 때 진주성을 지켜 큰 공을 세우고 적의 최후공격에 성이 빼앗겨 촉석루에서 남강에 투신자결한 충신으로 진주 창열사(彰烈祠)에도 배향돼 있다. 이 사당은 1937년 건축된 것으로 해마다 지방 유림에서 음력 8월 12일 추향제를 모시고 있다.